# Курсоуказатель

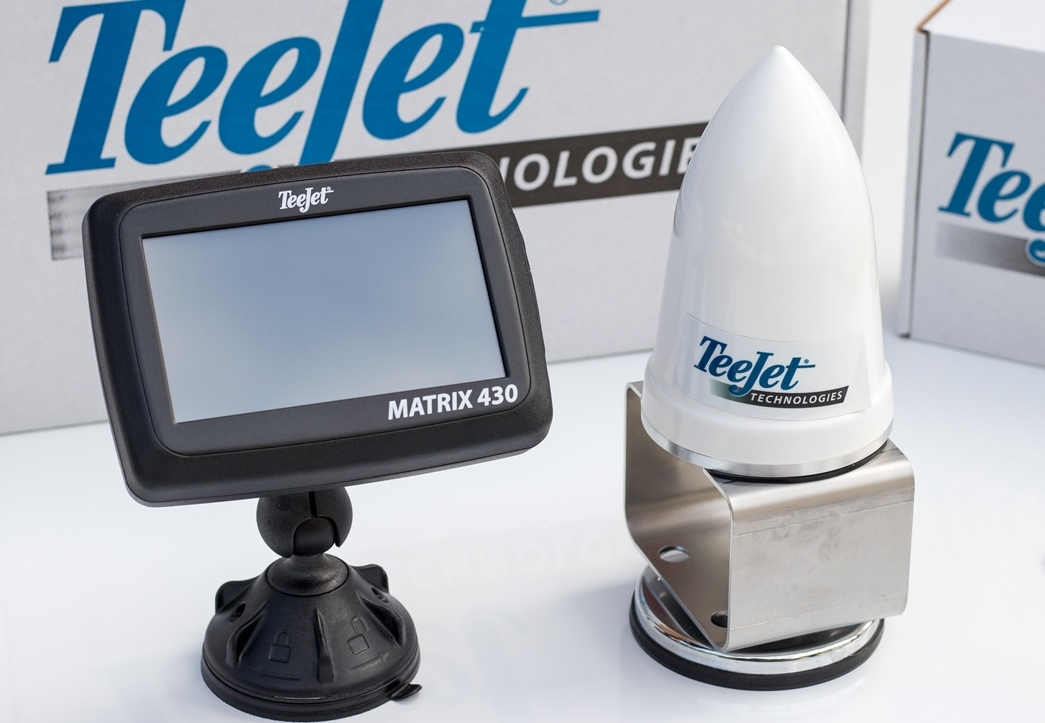
Matrix 430 GNSS Guidance System for agriculture

Курсоуказатель (агронавигатор, система параллельного вождения) — использование систем параллельного вождения в сельском хозяйстве позволило ввести такой термин, как точное земледелие. Навигация с помощью курсоуказателя, даже при использовании широкозахватной техники, обеспечивает высокую точность и скорость работ, дает возможность работать в условиях плохой видимости или ночью.

## Характеристики качества
- Точность работы — варьируется в пределах от 110 до 1 см и зависит от возможностей приемника и дополнительных систем позиционирования: количества каналов, частоты передачи данных, а также от наличия в операционной системе математических алгоритмов, которые улучшают точность, например, Glide,  e-Dif и тому подобное;
- Стабильность работы — зависит от количества спутников, сигналы от которых он может одновременно принимать и от количества систем GNSS;
- Защищенность — от пыли и воды IP — международный знак защиты, максимальную защиту — IP 68), от ударов, вибраций и тому подобное;
- Простота — понятность и легкость операционной системы;
- Дополнительный функционал — возможность подключения дополнительных систем: автопилот, автоматический контроль секций, дифференцированное внесение удобрений, мониторинг высева, контроль высева, передача данных.